# Tsukumogami Kashimasu
Tsukumogami Kashimasu (Nhật: つくもがみ貸します "Tsukumogami For Rent") (Nhật: つくもがみ貸します "Tsukumogami For Rent") là một tiểu thuyết được viết bởi Megumi Hatakenaka và phát hành năm 2007. Phần tiếp theo mang tên Tsukumogami, Asobō yo (つくもがみ、遊ぼうよ "Tsukumogami, Let's Play") (つくもがみ、遊ぼうよ "Tsukumogami, Let's Play"), được ra mắt vào 2013. Loạt Anime TV Series được chính thức công chiếu vào ngày 22 tháng bảy 2018.

## Nhân vật
Seiji (清次)
Lồng tiếng bởi: Junya Enoki
Okō (お紅)
Lồng tiếng bởi: Mikako Komatsu
Satarō (佐太郎)
Lồng tiếng bởi: Takahiro Sakurai
Notetsu (野鉄)
Lồng tiếng bởi: Tōru Nara
Tsukuyomi (月夜見)
Lồng tiếng bởi: Yutaka Nakano
Goi (五位)
Lồng tiếng bởi: Daisuke Hirakawa
Ohime (お姫)
Lồng tiếng bởi: Satomi Akesaka
Usagi (うさぎ)
Lồng tiếng bởi: Yuka Iguchi
Narrator ()
Lồng tiếng bởi: Aionsuke Kataoka

## Truyền thông

### Tiểu thuyết
Tiểu thuyết được viết bởi Megumi Hatakenaka, và Kadokawa Shoten xuất bản vào ngày 25 tháng 9 năm 2007 (ISBN 978-4-04-873786-9). Phần thứ hai đã được xuất bản vào ngày 23 tháng 6 năm 2010 (ISBN 978-4-04-388802-3). Megumi Hatakenaka xuất bản một phần tiếp theo mang tên Tsukumogami, Asobō yo, vào Ngày 26 tháng 3 năm 2013 (ISBN 978-4-04-110409-5), Phần thứ hai đã được xuất bản vào ngày 23 tháng 4 năm 2016 (ISBN 978-4-04-103880-2).

### Anime
NHK công bố một series phim truyền hình Anime vào ngày 23 tháng 10 năm 2017. loạt phim được đạo diễn bởi Masahiko Murata và viết kịch bản bởi Kento Shimoyama, thiết kế hoạt hình bởi studio Telecom Animation Film. Miho Yano and Hiromi Yoshinuma đang thiết kế các nhân vật dựa trên thiết kế ban đầu của Lily Hoshino. Natsue Muramoto đảm nhiệm vai trò Giám đốc nghệ thuật cho phim, Takahashi Kamahara là giám đốc hình ảnh, và Yasunori Ebina. là giám đốc âm thanh. Âm nhạc được phụ trách bởi Gō Satō. "Miyavi và Kavka Shishido thể hiện bài hát mở đầu và Mai Kuraki thể hiện bài hát kết thúc. TMS Entertainment là nhà sản xuất của bộ phim.
Bộ phim bắt đầu được phát sóng trên NHK General TV vào ngày 22 tháng 7 năm 2018.